# 北京ジャピオン
『北京ジャピオン』（ペキン－）は、中国北京市で発行されている週刊の日本語フリーペーパー。中国語名は「閲読北京」。

## 概要
北京ジャピオンは中国の北京で、上海天益成広告有限公司が毎週月曜日に発行している日本語フリーペーパー。発行部数は1.2万部/週。
ジャピオンとはJapan（ジャパン）とChampion（チャンピオン）から作られた造語である。
飲食・旅行・スクール・医療・美容など、地域に根ざした生活情報を中心に提供。日本の芸能・スポーツ記事も掲載している。
日本料理店、日系スーパー、マンション、語学学校、病院、人材会社、留学生寮など、北京各地の約300カ所に配布されている。

## WEBサイト
- サイト名称は「北京ジャピオンＷＥＢ」。北京ジャピオンのWEBサイト版。
- グルメ、旅行、医療など北京ジャピオン記事のバックナンバーを閲覧可能。スマートフォンにも対応。毎週月曜日更新。

## 姉妹紙
- 上海ジャピオン　2003年5月に創刊。毎週金曜日発行。
- 広東ジャピオン　2008年1月に創刊。毎週月曜日発行。